# Sriwijaya FC
El Sriwijaya Football Club, llamado comúnmente Sriwijaya, es un equipo de fútbol de Indonesia que juega en la Liga 2 de Indonesia, la segunda división de fútbol en el país.

## Historia
Fue fundado en 1976 con el nombre Persijatim East Jakarta en la capital Yakarta, pero su sede está en Sumatra. por razones financieras se movieron a Solo City y se renombraron Persijatim Solo Football Club.
Luego se cambiaron a Sumatra y se renombraron Sriwijaya Football Club, el nombre que tienen ahora. En 2011 ocupó el lugar 247 en el Ranking Mundial de Clubes de la IFFHS, por encima de equipos como Litex Lovech, SM Caen y Borussia Mönchengladbach.

## Rivalidades
Tiene como principal rival al Semen Padang FC, protagonizando el llamado Derby de la Vieja Indonesiao Derby de Sumatra.

## Palmarés
| Logro                         | Veces | Años             |
| ----------------------------- | ----- | ---------------- |
| Perserikatan                  |       |                  |
| Segunda División de Indonesia | 1     | 1987             |
| Liga                          |       |                  |
| Liga Indonesia                | 1     | 2007-08          |
| Copas Domésticas              |       |                  |
| Copa Indonesia Inter Islas    | 1     | 2010             |
| Copa de Indonesia             | 1     | 2010             |
| Piala Indonesia               | 3     | 2010, 2009, 2007 |

## Participación en competiciones de la AFC
- Champions League: 3 apariciones

2009 - Fase de grupos
2010 - Play-off Clasificatorio - Semifinal Este
2011 - Play-off Clasificatorio - Final Este
- Copa de la AFC: 2 apariciones

2010 - Octavos de final
2011 - Octavos de final
| Temporada | Competición                 | Ronda            |                                       | Club                   | Casa        | Visita |
| --------- | --------------------------- | ---------------- | ------------------------------------- | ---------------------- | ----------- | ------ |
| 2009      | Liga de Campeones de la AFC | Grupo            | Bandera de Corea del Sur              | FC Seoul               | 2-4         | 5-1    |
|           |                             | Grupo            | Bandera de la República Popular China | Shandong Luneng        | 4-2         | 5-0    |
|           |                             | Group            | Bandera de Japón                      | Gamba Osaka            | 0-3         | 5-0    |
| 2010      | Liga de Campeones de la AFC | Play-off         | Bandera de Singapur                   | SAFFC                  | -           | 3-0    |
| 2011      | Liga de Campeones de la AFC | Play-off         | Bandera de Tailandia                  | Muangthong United F.C. | 2-2 (7-6 P) | -      |
|           |                             | Play-off Final   | Bandera de Emiratos Árabes Unidos     | Al-Ain                 | 0-4         | -      |
| 2010      | Copa de la AFC              | Grupo            | Bandera de las Maldivas               | Victory SC             | 5-0         | 0-0    |
|           |                             | Grupo            | Bandera de Malasia                    | Selangor FA            | 6-1         | 0-4    |
|           |                             | Grupo            | Bandera de Vietnam                    | Bình Dương             | 1-0         | 2-1    |
|           |                             | Octavos de final | Bandera de Tailandia                  | Thai Port              | 1-4         | -      |
| 2011      | Copa de la AFC              | Grupo            | Bandera de las Maldivas               | VB Sports              | 1-1         | 2-0    |
|           |                             | Gropo            | Bandera de Hong Kong                  | TSW Pegasus            | 3-2         | 1-2    |
|           |                             | Grupo            | Bandera de Vietnam                    | Sông Lam Nghệ An       | 3-1         | 4-0    |
|           |                             | Octavos de final | Bandera de Tailandia                  | Chonburi               | -           | 3-0    |

## Historia gerencial
|                      | \| Nombre \| Periodo \| \| -------------------- \| ------- \| \| Eric Williams \| 2005-06 \| \| Suimin Diharja \| 2006-07 \| \| Rahmad Darmawan \| 2007-10 \| \| Ivan Kolev \| 2010-11 \| \| Kas Hartadi \| 2011-13 \| \| Subangkit \| 2013-14 \| \| Benny Dollo \| 2015-16 \| \| Widodo Cahyono Putro \| 2016 \| \| Osvaldo Lessa \| 2017 \| \| Hartono Ruslan \| 2017 \| \| Francis Wewengkang \| 2018 \| \| Alfredo Vera \| 2018 \| \| Kas Hartadi \| 2018-19 \| \| Budiardjo Thalib \| 2020-21 \| \| Nilmaizar \| 2021-22 \| \| Liestiadi \| 2022 \| |
| Nombre               | Periodo |
| Eric Williams        | 2005-06 |
| Suimin Diharja       | 2006-07 |
| Rahmad Darmawan      | 2007-10 |
| Ivan Kolev           | 2010-11 |
| Kas Hartadi          | 2011-13 |
| Subangkit            | 2013-14 |
| Benny Dollo          | 2015-16 |
| Widodo Cahyono Putro | 2016 |
| Osvaldo Lessa        | 2017 |
| Hartono Ruslan       | 2017 |
| Francis Wewengkang   | 2018 |
| Alfredo Vera         | 2018 |
| Kas Hartadi          | 2018-19 |
| Budiardjo Thalib     | 2020-21 |
| Nilmaizar            | 2021-22 |
| Liestiadi            | 2022 |

En Negrita los que ganaron la Liga Indonesia

## Clubes afiliados
- Kedah FA

## Jugadores

### Jugadores destacados
- Diano
- Júlio César
- Renato Elias
- Parfait Ngon Adjam
- Christian Lenglolo
- Mu Yong Jie
- Precious Emuejeraye
- Kim Yong-Hee
- Park Jung-Hwan
- Zah Rahan Krangar
- Anoure Obiora
- Pavel Solomin

### Equipo 2023

#### Altas y bajas 2017–18 (invierno)
| Altas                | Altas     | Altas       | Altas     | Altas        |
| Jugador              | Posición  | Procedencia | Tipo      | Costo        |
| -------------------- | --------- | ----------- | --------- | ------------ |
| Manuchekhr Dzhalilov | Delantero | Istiqlol    | Traspaso. | No revelado. |

| Bajas   | Bajas    | Bajas   | Bajas | Bajas |
| Jugador | Posición | Destino | Tipo  | Costo |
| ------- | -------- | ------- | ----- | ----- |